# قرية إلك غروف (إلينوي)
إلك غروف ويليج (إلينوي) (بالإنجليزية: Elk Grove Village, Illinois)‏ هي بلدة وقرية تقع في الولايات المتحدة في إلينوي. يقدر عدد سكانها بـ 33,127 نسمة .

## المدن التوأمة
مدينة ترميني إميرسي هي مدينة توأمة لـإلك غروف ويليج (إلينوي).

## أعلام
- إيرين والتر
- إليز أديس